# 徐凱希
徐亦晴（原名徐宛鈴；Cathy Shyu，1988年4月28日—），藝名徐凱希，舊藝名鴨子，台灣主持人、女歌手，女子組合Twinko成員。現為華視《天才衝衝衝》節目助理主持、TVBS《女人我最大》節目固定助理主持之一。

## 出道過程
徐凱希就讀達人女中，於高二時擔任啦啦隊隊長，獲邀至綜藝節目《我猜我猜我猜猜猜》的「我猜啦啦美少女」單元中表演競技啦啦隊。節目播出後，適逢當時Channel [V]的新節目《我愛黑澀會》選拔新成員，突破重圍成為節目中的一員。而後由於學業之故，停止了《我愛黑澀會》的錄影，準備升學考試。
2006年考進世新大學後，徐凱希回歸《我愛黑澀會》。在林育賢導演的電影《六號出口》試鏡會中得到演出的機會。與其他三位成員：陳螢怡（萬太）、蔣美恩（米恩）及陳美燕（妖嬌）獲選成為主要演員。公司安排參加《超級星光大道》，以本名「徐宛鈴」參賽，初試啼聲便獲得第11名的佳績，後被華研國際音樂相中簽為旗下藝人。

## 主持
- 年代綜合台
  - 《動物福利社》（外景主持）
- 中視
  - 《我猜我猜我猜猜猜》（主持）（2007/11/10-2008/09/27）
  - 《Mr.Q特攻隊in Hakka 2》（主持）（2013）
- Channel V
  - 《美少女時代》（代班主持）（2010/04/14）
- MOMO親子台
  - 《Mr.Q特攻隊in Hakka》（主持）（2012/04/08）
- 公視 HI HD
  - 《Mr.Q特攻隊》（主持）（2012/08/14）
- TVBS歡樂台
  - 《全球中文音樂榜上榜》（助理主持）（2015/05/09，2016/01/16，2016/03/19）
  - 《女人我最大》（助理主持）（2022 - 2023）
- 遊戲犬網路平台
  - 《遊戲骨灰罈》（主持）（2015/12/11）
- TVBS網路直播
  - 《下午茶新聞之下午茶綜口味》（主持）（2017/07/26）
- 華視
  - 《天才衝衝衝》（代班主持）（2018/09/15-2018/09/22）
  - 《天才衝衝衝》（固定主持）（2018/10/13－）
- 中天亞洲台 《百工大挑戰》
- 狼谷競技台
  - 《Game什麼東西》（班底）（2020/03/24－）
  - 《Game什麼東西2.0網紅大進擊》
- YouTube
  - 《小姐姐開房間》（主持）（2020/06/17－2020/07/22）
- 華視
  - 《2021紫耀義大享樂拾光跨年晚會》（跨年主持）
- 東風衛視
  - 《挑戰吧！大神》（代班主持）
- 三立都會台
  - 《綜藝大熱門》（代班主持）
- 八大綜合台
  - 《娛樂百分百》（代班主持）
- 東森綜合台
  - 《全村的希望》（代班主持）

## 影視作品

### 電影
- 2007年《六號出口》（飾 女配角-萱萱）
- 2008年《送暖》（飾 女主角-高中女生）
- 2011年《搶救老爸》（飾 美麗娟）
- 2012年《花漾》（飾 小杜鵑）
- 2014年《後備空姐》（飾 空姐）
- 2014年《宅男女神殺人狂》（飾 凱希）

### 戲劇
| 首播日期       | 播出頻道       | 劇名                   | 飾演     | 性質   |
| -------------- | -------------- | ---------------------- | -------- | ------ |
| 2008年12月14日 | 華視、東森電視 | 《王子看見二公主》     | 趙幸安   | 女配角 |
| 2009年10月18日 | 中視、八大電視 | 《桃花小妹》           | 鴨鴨護士 | 客串   |
| 2010年11月20日 | 公視           | 《死神少女》           | 米雪     | 女配角 |
| 2011年9月18日  | 民視、八大電視 | 《我可能不會愛你》     | 張小姐   | 客串   |
| 2012年9月6日   | 公視、八大電視 | 《你是春風我是雨》     | MISS張   | 客串   |
| 2014年11月22日 | 八大電視       | 《終極惡女》           | 荷潔     | 客串   |
| 2021年7月7日   | TVBS歡樂台     | 《女力報到－男人止步》 | 林小萌   | 客串   |
| （待播）       |                | 《電競高校》           |          |        |

## 音樂作品

### 單曲
|    | 專輯名稱           | 曲目                                             | 發行日期              | 唱片公司 |
| 1. | 《平行時空我愛你》 | 歌名 1.平行時空我愛你 (愛奇藝如果愛，重來片尾曲) | 2019年4月19日（數位） | 卻而娛樂 |

### 其他歌曲
- 《總在我身旁》（星光幫合唱，收錄於星光幫《愛星光精選—昨天今天明天》）
- 《比較美好的世界》（華研群星，四川大地震公益單曲，與動力火車、S.H.E、Tank、飛輪海、林宥嘉、周定緯、潘裕文、許仁、安伯政、劉力揚合唱）
- 《管不住自己》（偶像劇《愛就宅一起》插曲，收錄於《愛就宅一起電視原聲帶》）
- 《幸福的時光》（偶像劇《那一年的幸福時光》片尾曲，與潘裕文合唱，收錄於潘裕文《夢·想·家》
- 《Praan》（日劇《東京Little Love》主題曲）
- 《我的快樂世界》、《娘惹舞曲》、《星洲之夜》、《你的眼淚》、《四季歌》（新加坡新傳媒8頻道電視劇《星洲之夜》插曲，收錄於《星洲之夜電視原聲帶》）
- 《暖流》（廖曉彤主唱，Twinko全員配唱）（暖流計劃一週年主題曲）
- 《愛你愛到無可救藥》（與田亞霍合唱）

### MV
| 歌手                | MV名稱                        | 專輯名称                      | 日期           |
| ------------------- | ----------------------------- | ----------------------------- | -------------- |
| 星光幫              | 總在我身旁                    | 星光幫愛星光精選—昨天今天明天 | 2007年         |
| 華研群星            | 比較美好的世界                | 比較美好的世界                | 2008年         |
| 潘裕文 feat. 徐宛鈴 | 幸福的時光                    | 潘裕文夢·想·家                | 2009年         |
| Twinko              | 黑幫 Crime Craft              | Twinko X Crime Craft          | 2013年         |
| 廖曉彤+Twinko       | 暖流 I Am Always By Your Side |                               | 2013年         |
| Twinko              | Falling in Love               | Twinko同名迷你專輯            | 2014年11月10日 |
| Twinko              | Bling Bling                   | Twinko同名迷你專輯            | 2014年11月13日 |
| Twinko              | 空位                          | Twinko同名迷你專輯            | 2014年11月25日 |
| Twinko              | 說我愛你                      | Twinko同名迷你專輯            | 2015年5月5日   |
| Twinko+Dal★Shabet   | 創意方城市                    |                               | 2015年5月9日   |
| Twinko              | 夢遊症                        | 戀愛限定                      | 2017年4月28日  |
| 陳零九、邱鋒澤      | 天黑請閉眼                    | 單曲                          | 2019年5月8日   |
| 田亞霍ft小賴        | 是誰忍心刀了我                | 單曲                          | 2019年10月25日 |
| 田亞霍              | 愛你愛到無可救藥              | 單曲                          | 2020年2月14日  |
| 陳零九、邱鋒澤      | 絕對發言                      | 單曲                          | 2020年8月7日   |

## 舞台劇
- 如果兒童劇團《流浪狗之歌》（飾 女配角-Baby）
- 如果兒童劇團《舅舅的閣樓》（飾 女主角-小潔）
- KISS ME親一下劇團《姨婆的時光寶盒》（飾 女主角-拉拉）

## 書籍
| 書名                                  | ISBN               | 頁數 | 出版社   | 發行日期       |
| ------------------------------------- | ------------------ | ---- | -------- | -------------- |
| 王子看見二公主： 幕後紀實看這本就夠了 | ISBN 9789866763618 | 192  | 捷徑文化 | 2008年12月30日 |

## 超級星光大道參賽歷程

### 第一屆比賽成績
| 集數 | 演唱歌曲/表演項目           | 分數 | 註                                         |
| ---- | --------------------------- | ---- | ------------------------------------------ |
| 02   | 遺失的美好／張韶涵          | 15   | 百萬巨星殊死戰（上），過關                 |
| 04   | 替身／周蕙                  | 11   | 音樂故事指定賽（下），失敗（保障名額救回） |
| 09   | 你的甜蜜／曉萱              | 15   | 一對一PK賽（下），敗謝震廷（20分）         |
| 10   | 哭砂／黃鶯鶯                | 13   | 老歌指定賽，失敗                           |
| 12   | 梁山伯與茱麗葉／卓文萱&曹格 | 19   | 16強合唱指定賽（feat.林宥嘉），過關        |
| 13   | 遇上愛／楊丞琳              | 12   | 15強淘汰賽，過關                           |
| 14   | 一個像夏天一個像秋天／瑋琪  | 16   | 大震撼！臨場狀況考驗淘汰賽，過關           |
| 15   | 話題／周蕙                  | 16   | 1對1pk淘汰賽，勝林宥嘉（14分）             |
| 16   | 求婚／趙詠華                | 12   | 藝人合唱指定賽（feat.趙詠華），淘汰        |
| 23   | 心動心痛／劉畊宏、許慧欣    | 19   | 默契合唱考驗賽（feat.楊宗緯）              |

### 星光傳奇賽成績
| 集數 | 演唱歌曲/表演項目  | 分數 | 註             |
| ---- | ------------------ | ---- | -------------- |
| 01   | 遺失的美好／張韶涵 | 15   | 重返榮耀，淘汰 |

### 其他
| 集數     | 表演項目             | 分數 | 註                                                    |
| -------- | -------------------- | ---- | ----------------------------------------------------- |
| 特別節目 | 啦啦隊表演           | 24   | 除夕特別節目－星光閃耀賀新春，勝劉軒蓁&丁衣凡（20分） |
| 舞林大道 | Cheerleading－黑白棋 | 42   | 舞林積分賽 Part I（與Monster合作）                    |

## 獎項紀錄
| 年份   | 頒獎典禮     | 獎項                   | 作品           | 結果 |
| ------ | ------------ | ---------------------- | -------------- | ---- |
| 2021年 | 第56屆金鐘獎 | 益智及實境節目主持人獎 | 《天才衝衝衝》 | 提名 |

## 外部連結
- 徐凱希Cathy的Facebook專頁
- Twinko_凱希的新浪微博
- 徐凱希的Instagram帳戶
- YouTube上的徐凱希頻道
- 徐凱希官方LINE社群 （页面存档备份，存于）
- 大藝娛樂—徐凱希 （页面存档备份，存于）